# Paladin
Paladinerna var enligt legenden de tolv riddarna vid Karl den stores sida. Den första gången de nämns är i de tidiga chansons de geste, som Rolandssången på 1100-talet. Ordet tros komma av palatinus, vilket dels är en historisk titel i Katolska kyrkan (judices palatini), dels en benämning på hovfolket vid det kejserliga romerska hovet, men även hovvakten Scholae Palatinae.
Även riddarna vid Kung Arturs hov kallas i Arturlegenden paladiner.
I överförd betydelse har det använts om ridderliga personer eller om särskilda snävare inflytelserika kretsar av personer, till exempel "Karl XII och hans paladiner".